# Горихвостки
Горихвостки (лат. Phoenicurus) — род воробьиных птиц из семейства мухоловковых.

## Распространение
Обитают в Европе, Азии и Африке.

## Описание
Небольшие насекомоядные птицы. Самцы большинства видов ярко окрашены в сочетания красного, синего, белого и чёрного цветов, а самки светло-коричневые с красными хвостами. Хвост относительно длинный и имеет в основной части ржавый или красно-коричневый цвет. Единственное исключение — самец Phoenicurus frontalis, у которого хвост равномерно чёрного цвета. Перья крыльев от тёмно-коричневого до чёрного. Половой диморфизм достаточно яркий, например, самцы большинства видов имеют белые отметины на своих крыльях, которые, вероятно, имеют сигнальную функцию.

## Виды
В род включают следующие виды птиц (по результатам опубликованного в 2010 году молекулярного филогенетического исследования, он обогатился тремя новыми):
- Phoenicurus erythronotus (Eversmann, 1841) — Красноспинная горихвостка
- Phoenicurus frontalis Vigors, 1831 — Синелобая горихвостка
- Phoenicurus coeruleocephala (Vigors, 1831) — Седоголовая горихвостка
- Phoenicurus schisticeps (J.E. Gray & G.R. Gray, 1847) — Белогорлая горихвостка
- Phoenicurus fuliginosus Vigors, 1831 — Сизая горихвостка (ранее включали в Rhyacornis)
- Phoenicurus bicolor (Ogilvie-Grant, 1894) — Филиппинская ручьевая горихвостка (ранее включали в Rhyacornis)
- Phoenicurus leucocephalus Vigors, 1831 — Белошапочная горихвостка (ранее в монотипическом роде Chaimarrornis)
- Phoenicurus alaschanicus (Prjevalsky, 1876) — Алашанская горихвостка
- Phoenicurus ochruros (Gmelin, 1774) — Горихвостка-чернушка
- Phoenicurus phoenicurus (Linnaeus, 1758) — Обыкновенная горихвостка, или горихвостка-лысушка
- Phoenicurus moussieri (Olphe-Galliard, 1852) — Белобровая горихвостка
- Phoenicurus auroreus (Pallas, 1776) — Сибирская горихвостка
- Phoenicurus hodgsoni (Moore, 1854) — Полевая горихвостка
- Phoenicurus erythrogastrus (Guldenstadt, 1775) — Краснобрюхая горихвостка